# マリアーノ・デル・フリウーリ
マリアーノ・デル・フリウーリ（伊: Mariano del Friuli）は、イタリア共和国フリウリ＝ヴェネツィア・ジュリア州ゴリツィア県にある、人口約1,400人の基礎自治体（コムーネ）。

## 名称
標準イタリア語以外の言語では以下の名を持つ。
- フリウリ語: Marian [5]
- スロベニア語: Marjan

## 地理

### 位置・広がり
ゴリツィア県中部のコムーネである。マリアーノ・デル・フリウーリの集落は、県都ゴリツィアの西南西約13km、ウーディネの南東約24km、州都トリエステの北西約39kmに位置する
。
村域は東西に長い。

#### 隣接コムーネ
- コルモンス - 北
- モラーロ - 東
- ファッラ・ディゾンツォ - 南東
- グラディスカ・ディゾンツォ - 南
- ロマンス・ディゾンツォ - 南西
- メデーア - 西

### 気候分類・地震分類
マリアーノ・デル・フリウーリにおけるイタリアの気候分類 (it) および度日は、zona E, 2258 GGである。
また、イタリアの地震リスク階級 (it) では、zona 3 (sismicità bassa) に分類される。

### 集落
村域の西部にマリアーノの本村、東部に分離集落コロナ（Corona）がある。

## 社会

### 経済・産業
18世紀以来、工芸の村として知られている。

### 人口

#### 居住地区別人口
国立統計研究所（ISTAT）は居住地区（Località abitata）別の人口として以下を掲げている。統計は2001年時点。
| 地区名               | 標高  | 人口  | 備考 |
| -------------------- | ----- | ----- | ---- |
| MARIANO DEL FRIULI   | 27/43 | 1,530 |      |
| CORONA               | 38    | 326   |      |
| MARIANO DEL FRIULI * | 32    | 1,180 |      |
| Case Sparse          | -     | 24    |      |

ISTATは人口統計上、家屋密度の高い centro abitato （居住の中心地区）、密度の低い nucleo abitato （居住の核となる地区）、まとまった居住地区を形成していない case sparse （散在家屋）の区分を用いている。上の表で地名がすべて大文字で示されているものが centro abitato である。「*」印が付されているのは、コムーネの役場・役所 la casa comunale の置かれている地区である。

## 交通

### 道路
国道
- SS305  (it:Strada statale 305 di Redipuglia)

本村を南北に貫く国道 SS305 は、北にコルモンス西方のユドリオ河畔でSS56に合流し、南はグラディスカ・ディゾンツォに至る。本村中心部の丁字路から東に向かう県道はコロナを通り、モラーロの南部を経てサン・ロレンツォ・イゾンティーノに至る。

## 人物

### 著名な出身者
- ディーノ・ゾフ - サッカー選手・指導者。